# Exetastes adustus
Exetastes adustus là một loài tò vò trong họ Ichneumonidae.